# Флаг Металлостроя
Флаг внутригородского муниципального образования посёлок Металлостро́й в Колпинском районе города Санкт-Петербурга Российской Федерации — опознавательно-правовой знак, служащий официальным символом муниципального образования и знаком единства его населения.
Ныне действующий флаг утверждён 21 июня 2011 года и внесён в Государственный геральдический регистр Российской Федерации с присвоением регистрационного номера 7129.

## Описание
«Флаг внутригородского муниципального образования Санкт Петербурга посёлок Металлострой представляет собой прямоугольное полотнище с отношением ширины флага к длине — 2:3, воспроизводящее композицию герба внутригородского муниципального образования Санкт-Петербурга посёлок Металлострой в красном, жёлтом и белом цветах».
Геральдическое описание герба гласит: «В червлёном (красном) поле между золотых узких боковиков, каждый из которых обременён тремя золотыми пламенами (одно над другим) — стоящий прямо золотой кузнец в рубахе, фартуке, штанах и сапогах, держащий перед собой в деснице серебряный молот, а в шуйце — такие же клещи, положенные на серебряную наковальню, стоящую на золотом с двумя серебряными кольцами чурбане».

## Обоснование символики
Посёлок Металлострой основан в 1931 году на основании приказа по Высшему Совету Народного Хозяйства СССР № 367 от 16.06.1931 в связи со строительством Колпинского завода малой металлургии как посёлок Ленметаллургстроя: «Обязать Котлотурбину приступить в 1931 году к постройке Колпинского металлургического завода, в первую очередь, фасонно-литейного цеха и прессовой кузницы». Первые капитальные жилые постройки начали появляться весной 1932 года. В 1933 году на заводе вошли в строй первые плавильные печи.
Первоначальное название посёлка — «Соцгородок». Название «Металлострой» появилось немногим позже, как отражающее суть данного поселения — основными жильцами которого были строители Колпинского металлургического завода. Официально название «Металлострой» было присвоено посёлку 28 октября 1964 года.
Стоящий прямо золотой кузнец в рубахе, фартуке, штанах и сапогах, держащий перед собой правой рукой серебряный молот, а левой такие же клещи, положенные на серебряную наковальню, стоящую на золотом с двумя серебряными кольцами чурбане, напоминает об истоках возникновения посёлка Металлострой и о его названии.
Пламенна символизируют огонь промышленного производства.
Жёлтый цвет (золото) — могущество, сила, постоянство, вера, справедливость, добродетель, верность. Применительно к истории посёлка — это и цвет расплавленного металла.
Красный цвет — символизирует любовь, мужество (цвет пролитой крови героев), смелость, великодушие, храбрость, неустрашимость. Символ труда, жизнеутверждающей силы, красоты, солнца и тепла. В древнерусской традиции красный — красивый.

## История
Первый флаг муниципального образования посёлок Металлострой был утверждён 26 апреля 2011 года решением Муниципального Совета внутригородского муниципального образования посёлок Металлострой № 7/35.

### Описание
«Флаг внутригородского муниципального образования Санкт-Петербурга посёлок Металлострой представляет собой прямоугольное полотнище с отношением ширины флага к длине — 2:3, воспроизводящее композицию герба внутригородского муниципального образования Санкт-Петербурга посёлок Металлострой в красном и жёлтом цветах».
Геральдическое описание герба гласило: «В червлёном (красном) поле повышенный золотой ковш о двух рукоятях, с сидящими на них сообращёнными золотыми грифонами с поднятыми передними правыми лапами, с изливающимся из него золотым потоком, переходящим в такую же оконечность, обременённым тремя отвлечёнными опрокинутыми червлёными остриями (нижний из которых больше среднего, верхний меньше всех) сверху о пяти остроконечных веерообразно расходящихся зубцах; всё сопровождено вверху золотой звездой о пяти лучах».

### Обоснование символики
Повышенный золотой ковш о двух рукоятях, с сидящими на них сообращёнными золотыми грифонами с поднятыми передними правыми лапами, с изливающимся из него золотым потоком, переходящим в такую же оконечность, обременённым тремя отвлечёнными опрокинутыми червлёными остриями (нижний из которых больше среднего, верхний меньше всех) сверху о пяти остроконечных веерообразно расходящихся зубцах (символ искр) — напоминание о плавке металла, о первом производстве появившемся на территории Металлостроя от которого берёт своё начало история посёлка и к которому восходит его название.
Грифоны — хранители истории местности, прошлого посёлка. Они также и хранители знаний, и поэтому их можно рассматривать и как геральдический символ науки и расположенного в Металлострое научно-исследовательского института электрофизической аппаратуры (НИИЭФА).
Золотая звезда о пяти лучах напоминает о мужестве жителей Металлостроя — участниках обороны Ленинграда в годы Великой Отечественной войны. Неподалёку от посёлка проходила линия фронта. Кроме того, звезда — традиционный символ вечности.
Жёлтый цвет (золото) — могущество, сила, постоянство, вера, справедливость, добродетель, верность. Применительно к истории посёлка — это и цвет расплавленного металла.
Красный цвет — символизирует любовь, мужество (цвет пролитой крови героев), смелость, великодушие, храбрость, неустрашимость. Символ труда, огня промышленного производства, жизнеутверждающей силы, красоты, солнца и тепла. В древнерусской традиции красный — красивый.
31 мая 2011, в связи с выявленными новыми важными обстоятельствами, которые не были учтены в ходе принятия Решения муниципального совета от 26.04.2011 № 7/35, решением Муниципального Совета внутригородского муниципального образования посёлок Металлострой № 2/36, предыдущее решение было отменено.
21 июня 2011 года, решением Муниципального Совета внутригородского муниципального образования посёлок Металлострой № 8/37, был утверждён новый, ныне действующий флаг.